# Tor Aulin

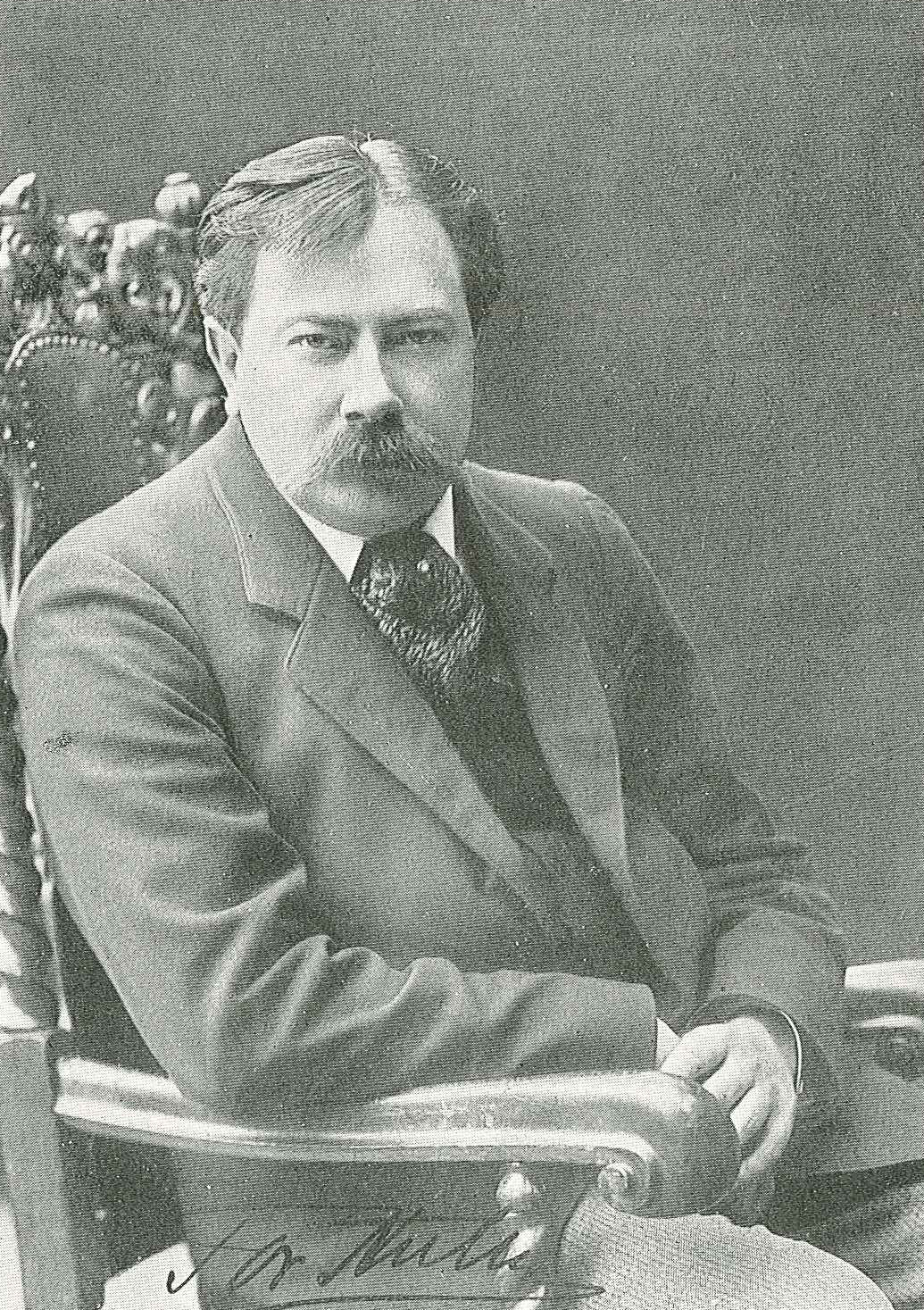
Tor Aulin (1866–1914).

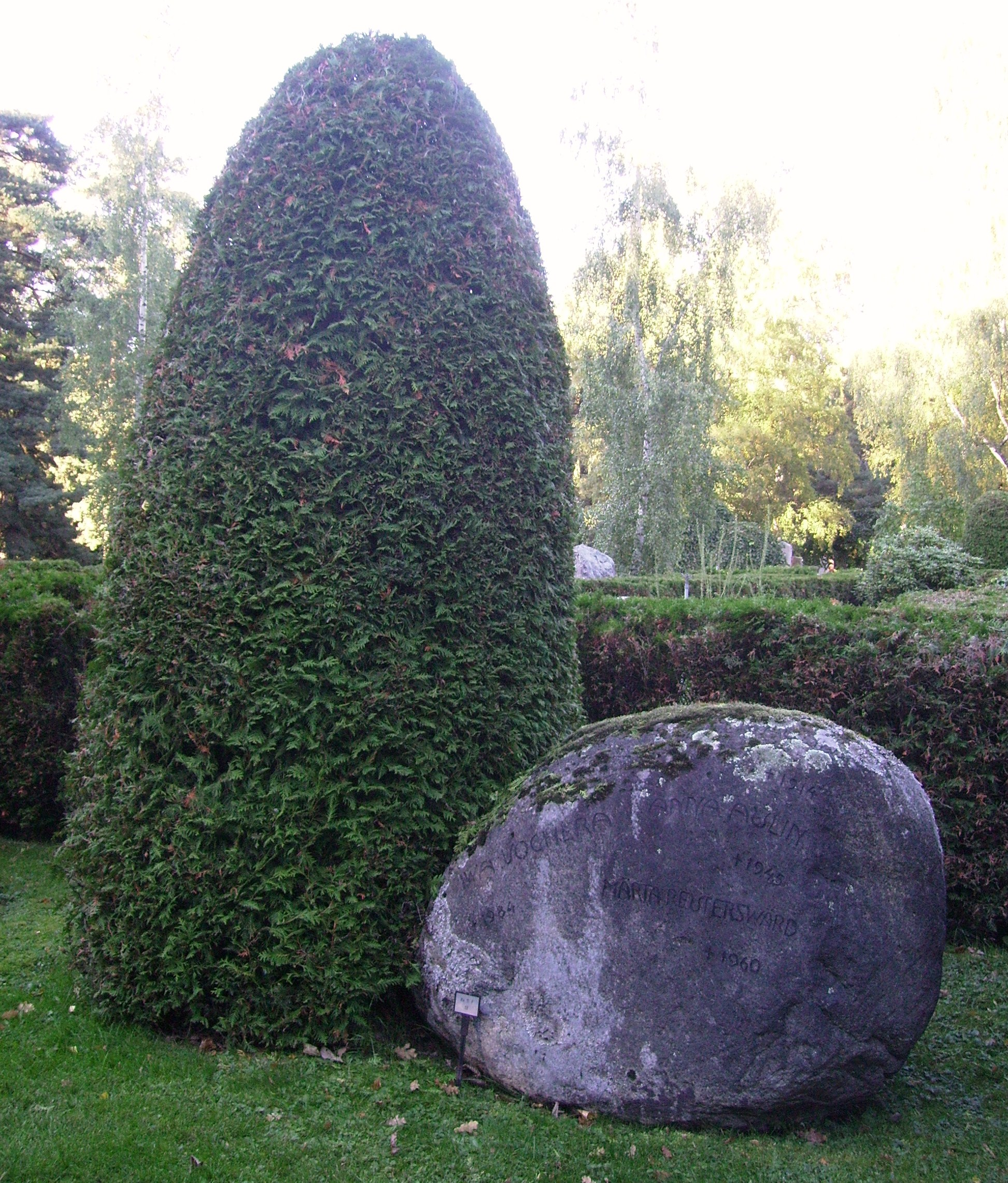
Tor Aulins gravvård på Norra begravningsplatsen i Solna kommun.

Tor Bernhard Wilhelm Aulin, född 10 september 1866 i Stockholm, död 1 mars 1914 i Saltsjöbaden, var en svensk violinist, dirigent och tonsättare, bror till Valborg Aulin.
Aulin studerade i Stockholm 1877–1883 och i Berlin 1884–1886. Mellan 1889 och 1892 var han konsertmästare vid Kungliga Teatern i Stockholm och därefter dirigent vid Stockholms konsertförening. 1909 blev han dirigent vid Göteborgs symfoniorkester.
År 1887 bildade han Aulin-kvartetten som fick mycket gott anseende i musikaliska kretsar.
Han komponerade ett stort antal mindre verk för violin men också en violinsonat, tre violinkonserter och en orkestersvit.
Tor Aulin var en av grundarna av Stockholms konsertförening 1902. Han undervisade August Strindberg i musik och var nära vän med Wilhelm Stenhammar med vilken han delade sysslan som kapellmästare vid Göteborgs orkesterförening från 1909.
Han avled efter att under flera år ha lidit av en hjärtsjukdom. Tor Aulin är gravsatt på Norra begravningsplatsen utanför Stockholm.

## Verkförteckning

### Verk för orkester
- Konsertstycke för violin och orkester, op. 7 (Violinkonsert nr 1) (1890)
- Violinkonsert nr 2, a-moll, op. 11 (1892) (finns i två versioner[4])
- Violinkonsert nr 3, c-moll, op. 14 (1896)
- Mäster Olof, scenmusik till August Strindbergs drama, op. 22 (1908)
- En stormig dag, scenmusik till Ludvig Josephsons pjäs (1892)
- Tre gotländska danser, op. 28 (arr. för violin och piano som op. 28)
- Fyra svenska danser, op. 32 (arr. för violin och piano som op. 30)

### Kammarmusik
- Fyra akvareller för violin och piano (1899)
- Violinsonat d-moll, op. 12 (1892)
- 4 Stücke in Form einer Suite, op. 15 (1914)
- 4 Stücke, op. 16
- Midsommardans, op. 18
- Albumblatt, op. 20
- Lyrische Gedicht, op. 21 (1908)
- Fyra violinstycken, op. 27 (1912)
- 4 Kinderstücke, op. 33
- 2 karakterstycken (1892)
- Minnesblad (1898)

### Verk för piano
- Tre albumblade, op. 5
- Kleine Suite (1905)
- Valse caprice, 4-händigt piano (1887)

### Sånger
- Tre dikter av Tor Hedberg, op. 24 (1910)
  - Giorgiones serenad
  - Livet och döden
  - Vid havet
- Två dikter av August Strindberg, op. 31 (1913)
- Vier serbische Volkslieder nach Johan Ludvig Runeberg (1903)
- Drei Lieder aus Tannhäuser von Julius Wolff (1888–99)
  - Der Lenz ist gekommen
  - Es ging sein Lieb zu suchen
  - Unter dem Helme, unter dem Schild
- Trenne sånger
  - Græd ej mer (Karl Gjellerup)
  - Længsel (polsk folkvisa i översättning av Thor Lange)
  - Hvad agter jeg mit ringe Liv (Holger Drachmann)